# Unterstmatt

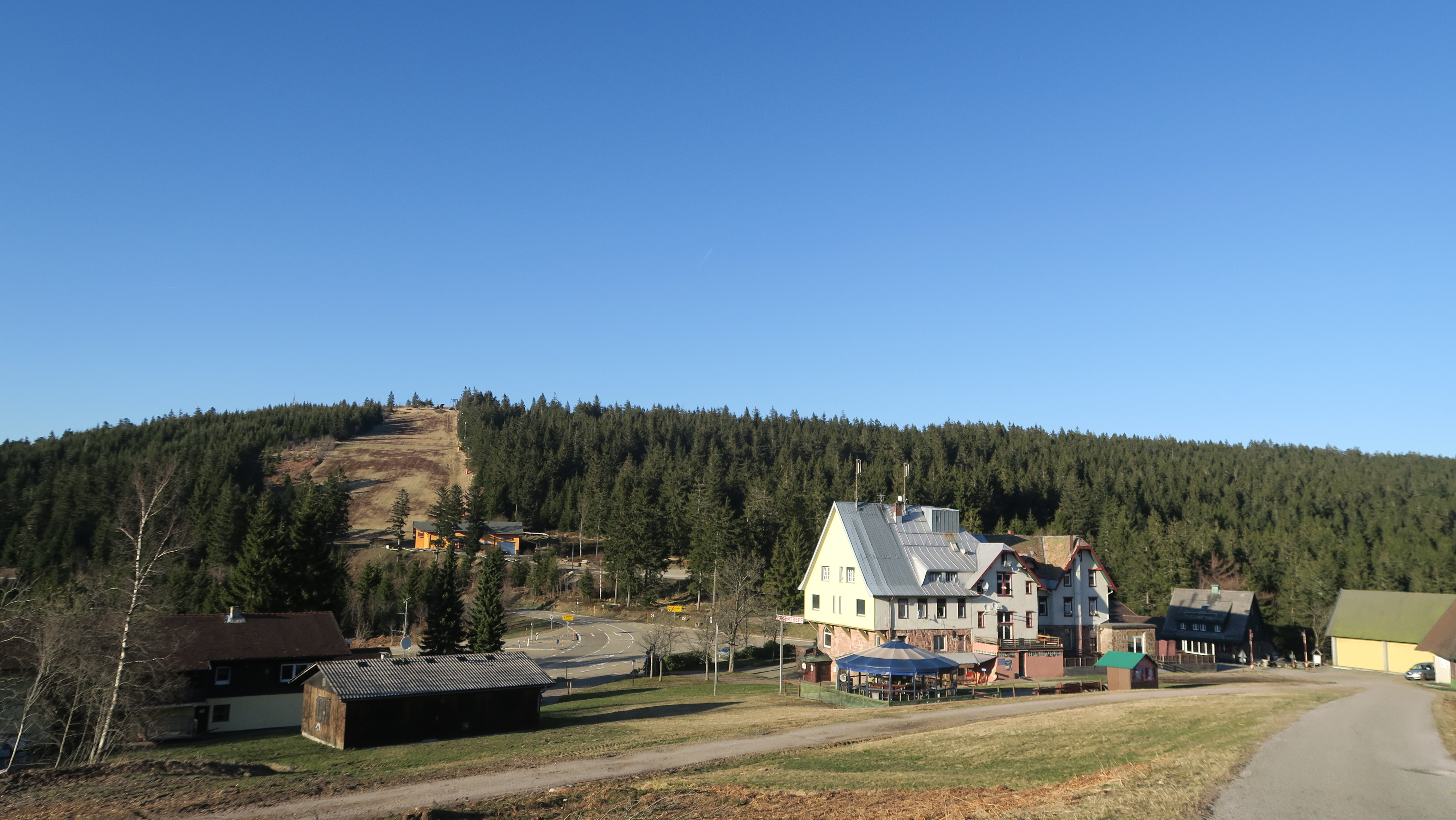
Unterstmatt im März 2017

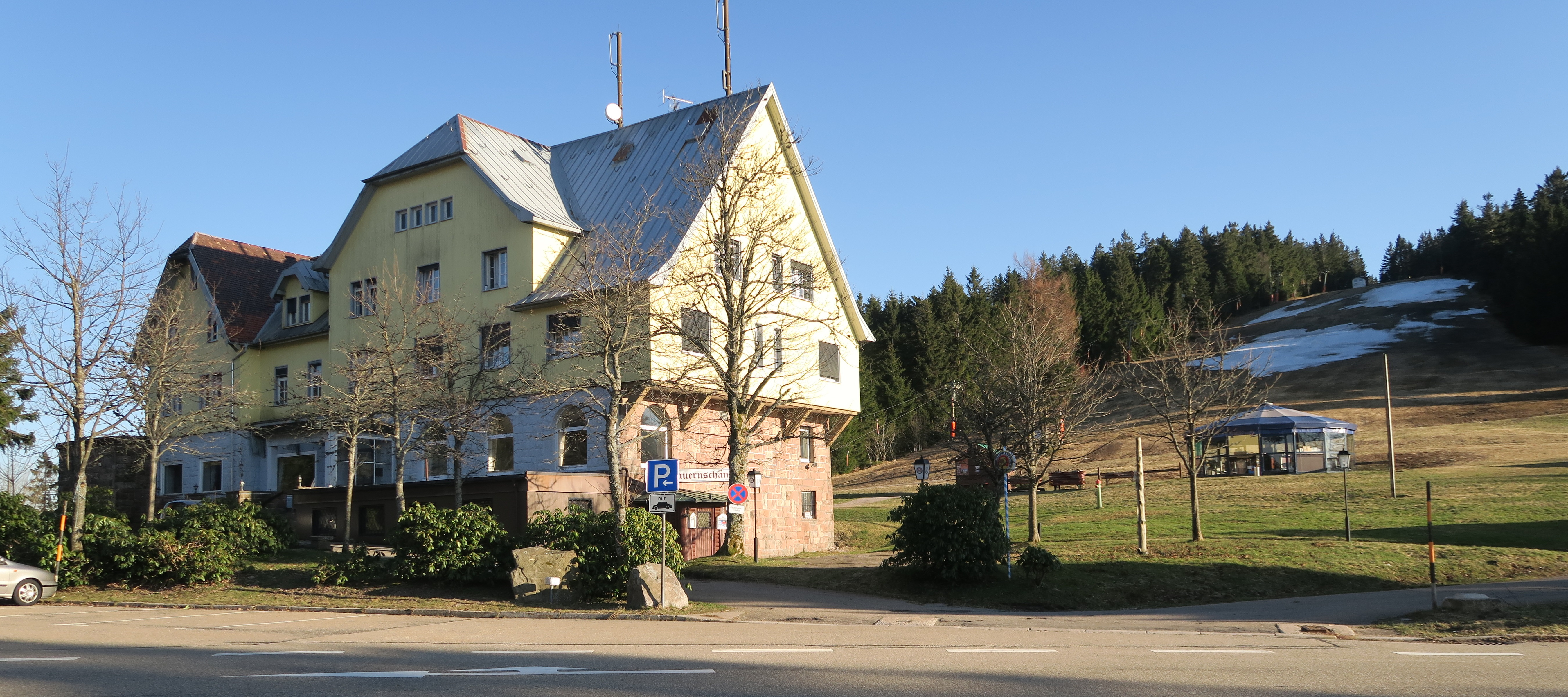
Das Höhenhotel im März 2017

Unterstmatt ist eine Häusergruppe an der Schwarzwaldhochstraße (B 500) auf den Gemarkungen Neusatz (Landkreis Rastatt) und Sasbach (Ortenaukreis).
Unterstmatt liegt im waldreichen Nordschwarzwald auf einer Höhe von 928,4 m ü. NHN. Hier mündet die Kreisstraße 3765 – aus Richtung Bühl über Neusatzeck bzw. Bühlertal kommend – auf die Schwarzwaldhochstraße. Es gibt dort vier Skilifte mit den dazugehörenden Abfahrten. Ein Schlepplift befindet sich am Hochkopf, zwei direkt am Hotel Unterstmatt und ein Lift am Ochsenstall. Etwa drei Kilometer südlich befindet sich der höchste Berg des Nordschwarzwaldes, die Hornisgrinde.

## Herkunft des Namens
Der Name Unterstmatt leitet sich von einer Matte (Bergwiese) ab, auf der das Vieh „unterte“ (ahd. untorn, untarn für Mittag), d. h. das Weidevieh ruhte hier zur Mittagszeit.

## Entwicklung
1905 wurde das Kurhaus Unterstmatt auf der Sasbacher Gemarkung erbaut. Bis 1922 führte nur ein grob geschotterter Fahrweg von Lichtental über Bühlerhöhe und Sand weiter bis Hundseck. Von Hundseck bis Unterstmatt gab es den „Mannheimer Weg“, einen Fuß- bzw. Wanderweg, der von der Sektion Mannheim des Schwarzwaldvereins im Jahre 1897 eingerichtet wurde und Teil des Westwegs ist. In südlicher Richtung führte ein teils sehr schmaler und schlecht geschotterter Holzabfuhr- bzw. Fahrweg weiter zum Mummelsee und zum Ruhestein.
Mit dem Bau der Schwarzwaldhochstraße wurde Unterstmatt für den Kraftpostbetrieb (Omnibusse) und für Kraftwagen (Pkw, Lkw) erreichbar. 1930 wurde der Streckenabschnitt von Hundseck nach Unterstmatt fertiggestellt, 1932 die Straße bis Mummelsee und 1934 bis Ruhestein weitergeführt. Die Straße war für den ganzjährigen Betrieb vorgesehen und mit einer Oberflächenteerung versehen.
Im Reiseführer Badnerland von 1935 wird Unterstmatt als Luftkurort bezeichnet. Auch der Baedeker spricht 1956 noch von einem Kurhaus mit 40 Betten. Bald darauf nannte sich das Haus Höhenhotel Unterstmatt.
In den 1950er und 1960er Jahren begann ein intensiverer Wintersportbetrieb auf den Hängen oberhalb von Unterstmatt. 1959/60 gab es den Skihang Ochsenstall mit Lift; 1965 entstand ein zweiter Skihang mit Lift. Dadurch stieg auch die Zahl der Bergunfälle, und die Bergwacht benötigte neue Räumlichkeiten: Zunächst wurde nach Verhandlungen mit der Gemeinde Sasbachwalden die Rettungsstation Ochsenstall gebaut, 1971 die gemeinsame Rettungsstation von Bergwacht Schwarzwald und Rotem Kreuz Bühl errichtet.

## Tourismus heute
Heute ist Unterstmatt im Winter ein Skizirkus mit Flutlichtanlage, Restaurationsbetrieben und Après-Ski-Tempel und durch Beschneiungsanlagen etwa von November bis März in Betrieb. Nach Angaben des Betreibers kam man im sehr günstigen Winter 2005/06 auf 116 Lifttage. Im Sommer lebt Unterstmatt vom Tourismus auf der Schwarzwaldhochstraße und ist Ausgangspunkt für Wanderungen, etwa zur Hornisgrinde (1163 m ü. NHN, etwa eine Stunde). Als öffentliche Verkehrsverbindungen gibt es die Buslinien Baden-Baden – Bühlerhöhe – Hundseck – Unterstmatt – Mummelsee sowie Achern – Sasbachwalden – Unterstmatt – Mummelsee.
Unterstmatt ist zudem eine Station auf dem vielbegangenen Schwarzwald-Westweg, der inzwischen auch Teil des Europäischen Fernwanderwegs E1 (Nordkap – Sizilien) ist.